# 大連港
大連港（だいれんこう）は中国遼寧省大連市の遼東半島の先端近くにある中国東北部最大規模の国際貿易港。貨物取扱量は3億0300万トン（世界8位）、コンテナ輸送量は977万個（世界16位）。

## 概要
大連港は、不凍港で、深い海域（港の最大水深は33m）に囲まれている天然の良港で、中国南北の水陸の交通運輸の中枢と国際貿易および国内の物資の交流に重要な役割を果たす港湾の1つである。大連港は、大連湾（旧港区）と大窯湾（新港区）に分けられる。160余の国や地域と300余の港と経済貿易の航運関係を築くまでとなった。大連港における取扱量は1980年の3200数万ｔから、2015年まで4億数ｔに迅速に増大している。大連市の中心部および大連経済技術開発区にはほかに鮎魚湾石油埠頭、大連湾漁港、和尚島石炭港、北良食糧埠頭の港が連なっている。

## 施設
- 大連コンテナターミナル（Dalian Container Terminal Co Ltd、DCT、大连集装箱码头有限公司） - 74万平メートル[1]
- 大連港コンテナターミナル（Dalian Port Container Terminal Limited、DPCM、大连港湾集装箱码头有限公司）- 25.5万平メートル[1]
- 大連国際コンテナターミナル（Dalian International Container Terminals Limited、DICT、大连国际集装箱码头有限公司) [1]

## 運営

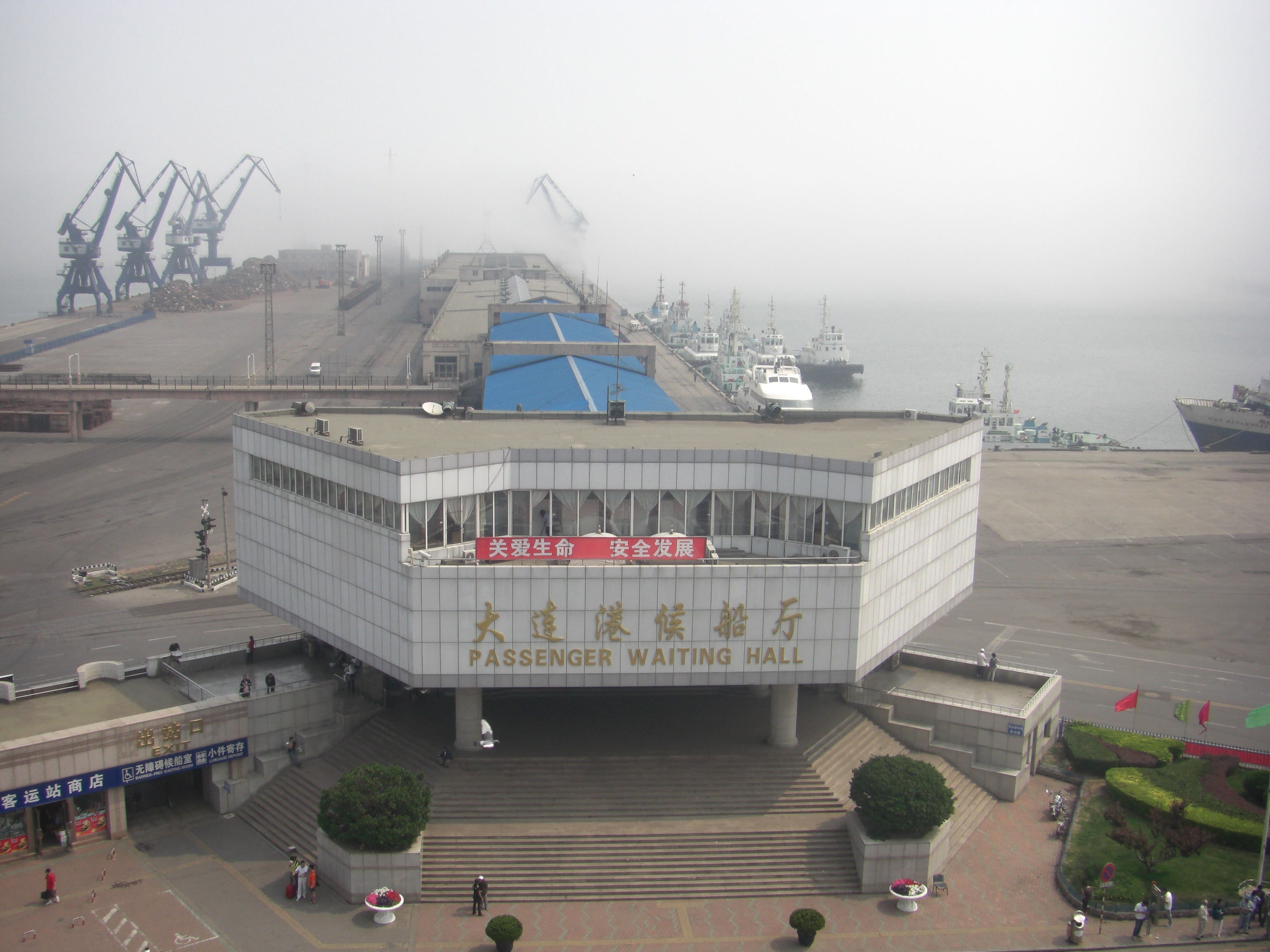
旧満鉄大連埠頭事務所屋上より眺めた埠頭待合所（2009年6月）

大連港集団が経営管理する。資産と業務の大半は香港証券取引所に上場の子会社である大連港股份有限公司が担っている。

## 旅客輸送

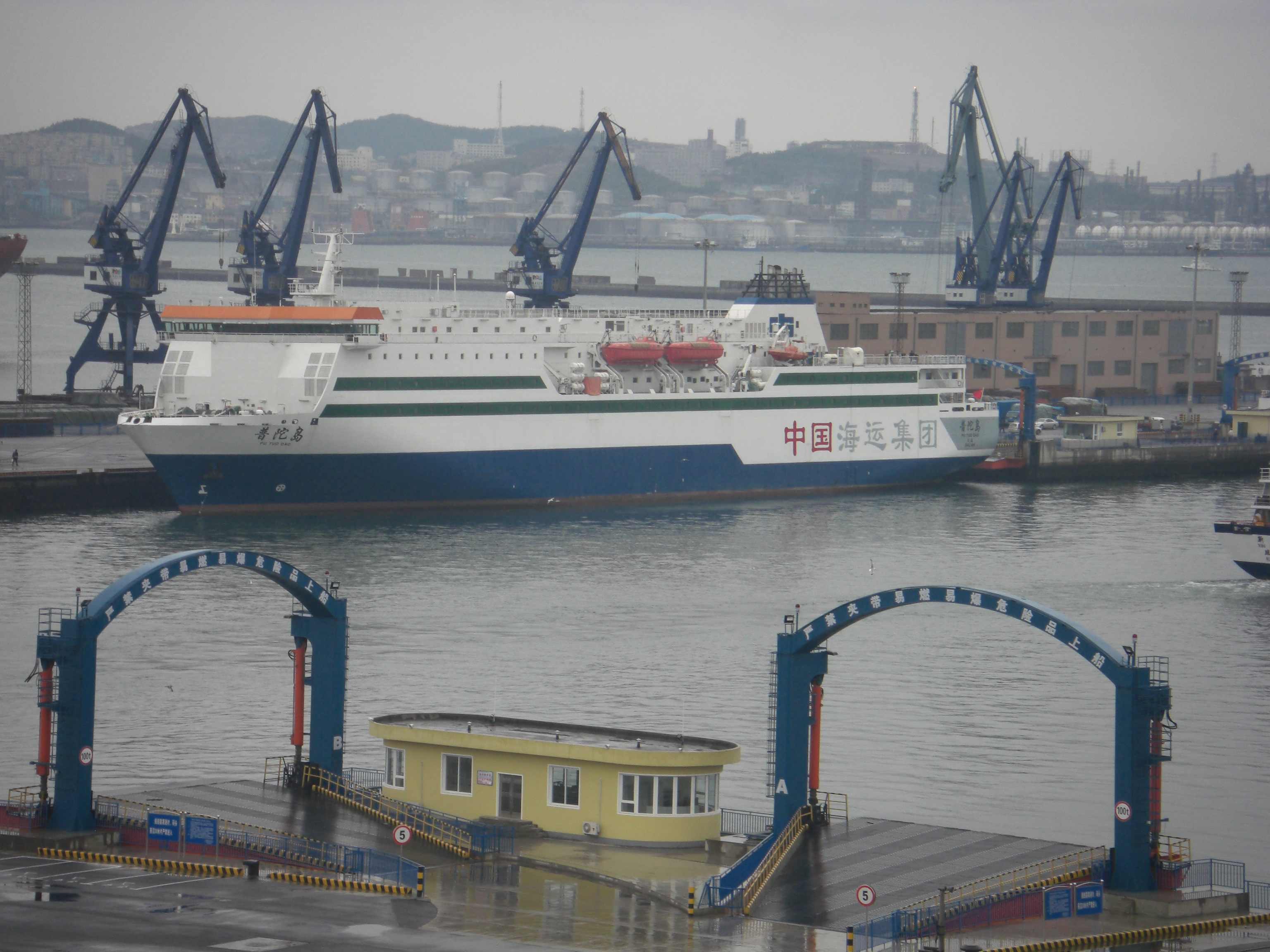
大連港に停泊する天津港行き中国海運集団の普陀島号

- 天津、煙台、威海、上海間および長海県の島々への旅客船航路
- 韓国仁川港へのフェリー航路

## 歴史
- 1860年、英仏総合艦隊が大連湾に一時停泊した7月頃、現在の大連港付近は「靑泥窪（chingniwa)」と称される清国の一漁村であった。
- 1898年、「「旅順大連（湾）租借に関する条約」締結後、ロシア帝国は清より大連を租借する。ロシア帝国及び清国軍艦の特別設備を除き、港の一部が外国貿易の開港場とされ、外国商船の入港が認められる。
- 1899年、ロシア帝国皇帝の勅令（同年7月30日）をもって、ダルニー（後の大連）と命名した一都市の建設及び外国の商船に等しく開放する（自由貿易港）とした。これにより港の開発が始まり、1902年に開港した。1905年迄に第2埠頭及び甲埠頭が完成。この時すでに第2埠頭には東清鉄道により線路が敷設されていた為、日露戦争時には日本が兵站基地として使用する。
- 1905年、日露講和条約により日本の租借地関東州となり、港及び施設等の権利が移転交附される。日満連絡船（大阪-大連航路）が開設。
- 1907年、南満州鉄道が設立、大連港の継続した築港と運営が委託される。南満州鉄道には、工事半ばであったロシア帝国の計画を概ね踏襲し、湾内を3区として主要となる区に西北防波堤と東防波堤を建造、埠頭を追加建造する計画が委ねられる。
- 1920年、満鉄により第3埠頭を建造される。
- 1921年、防波堤及び埠頭構造工事、岸壁及び改良工事、海面埋立工事が終了。
- 1923年、第2埠頭を改修、30万ｔ級の船が入港できるように拡張。

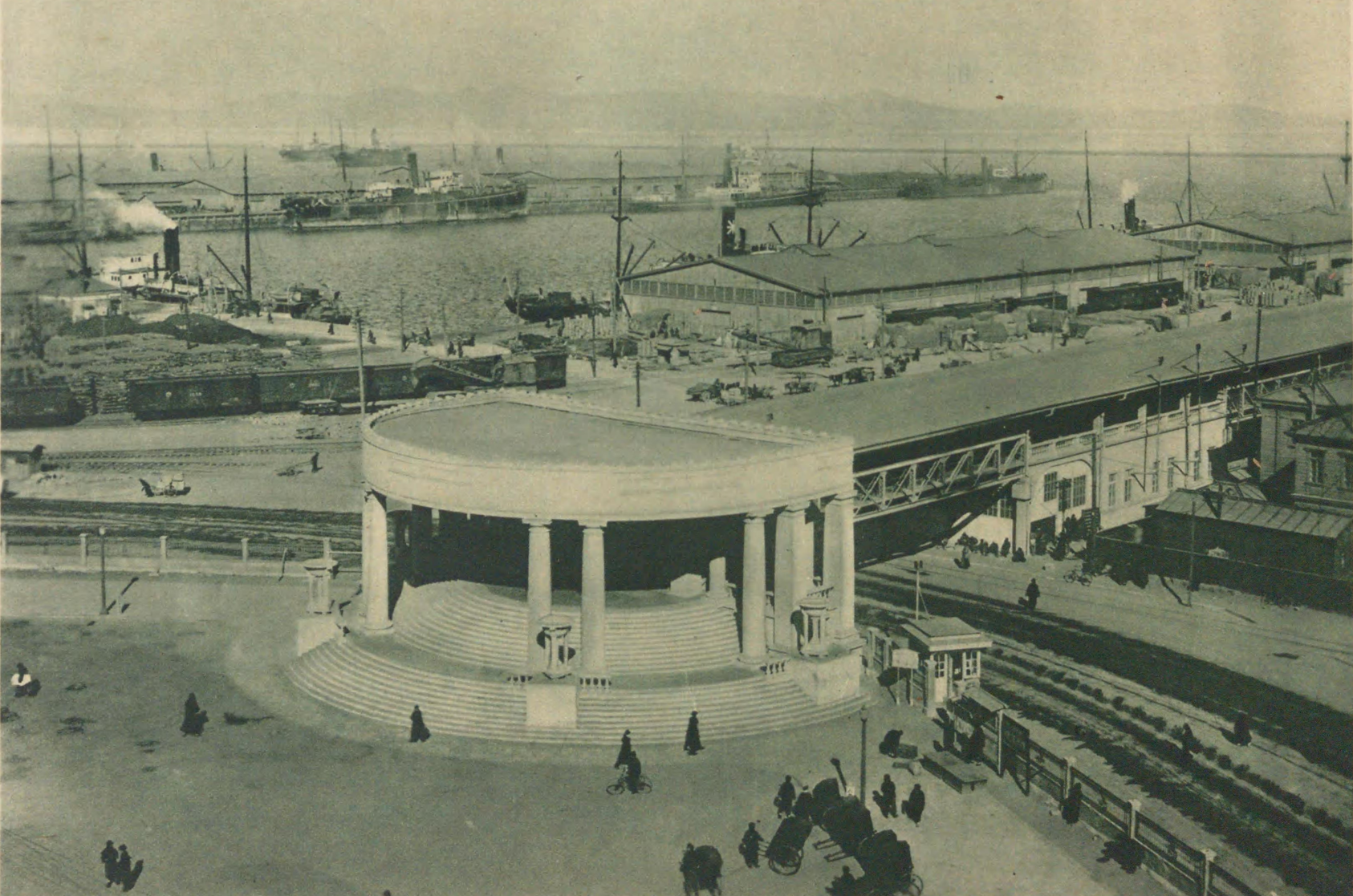
大連第二埠頭船客待合所

- 大連第二埠頭船客待合所1924年、大連第二埠頭船客待合所竣工。2Fが船舶待合所で、1Fに鉄道のプラットホームがあり満鉄線に乗継ことができた。しかし、実際にはバスなどにより大連駅と連絡することが多かった。翌年には、入口が半円形にされ、そのまま路面電車に乗り換えることもできるようになった。現在も客船の待合施設として使用されている。
- 1926年、大連埠頭事務所竣工。現在も大連港務局社屋として使用されており、屋上のみ一般公開されている。
- 1932年、満州貿易の大連集中が進み、満州国貿易総額の約75％を大連港が担うまでになる。
- 1942年、日満連絡船は、国家総動員法により船舶運営会が設立され、大阪商船より移管された。
- 1945年8月21日、ソ連により接収され中ソ友好同盟条約および（中華人民共和国成立後の）「中国長春鉄路、旅順口および大連に関する中ソ間協定」に基づき1951年2月まで管理したのち、中国に引き渡す。
- 1946年12月~1947年3月、大連港より20万3765人の日本人の引き揚げが行われる。その後も引き揚げが行われる。
- 1960年、対外開放港となる。
- 1976年、開発区に大連新港（石油・鉱石輸送用）が完成する。
- 1991年、旅順口区に旅順新港がスタート。

## 大連新港
1976年に大連湾の向かい、大連開発区の大孤山半島の大窯湾側に大連新港が開港した。新港はその後も建設が続き、造船、客船以外の貨物、すなわち石油・鉱石などは新港での取扱いとなっている。新港では「2010年大連新港石油流出事故」（2010 Xingang Port oil spill）、またこの港から少し離れたところでは「2011年大化石油加工工場パラキシレン流出事故」 を起こしている。
なお大連市の比較的大きな港では、旅順口区に山東省煙台市への渤海鉄道フェリー、山東省の比較的小規模のさまざまな港への旅順新港もある。

## 友好港・相互交流港
6ヵ国の12港と友好港関係がある。
- 博多港 - 相互交流港、2003年9月25日締結
- 北九州港 - 友好港、1985年5月8日締結
- 横浜港 - 友好港、1990年9月5日提携

## 参照項目
- 旅順港と旅順新港
- 渤海鉄道フェリー